# تورانس كومبس
تورانس كومبوس  (مواليد 14 يونيو 1983) ممثل كندي -أمريكي اشتهر عن دوره في المسلسل الدرامي عهد في شخصية سيباستيان (2013) . و تجسيد شخصية توماس كلبيبر في  تيودورس  (2010).

## روابط خارجية
- الموقع الرسمي
- تورانس كومبس على موقع IMDb (الإنجليزية)
- تورانس كومبس على موقع قاعدة بيانات الفيلم (الإنجليزية)